# Diplophlyctis amazonensis
Diplophlyctis amazonensis är en svampart som först beskrevs av Karling, och fick sitt nu gällande namn av Frederick K. Sparrow 1960. Diplophlyctis amazonensis ingår i släktet Diplophlyctis och familjen Endochytriaceae.   Inga underarter finns listade i Catalogue of Life.